# Oumaima Aziz
Oumaima Aziz (arabisch أميمة عزيز, DMG Umaima ʿAzīz; * 1. März 2001) ist eine marokkanische Tennisspielerin.

## Karriere
Aziz spielte bislang vorrangig auf der ITF Women’s World Tennis Tour, wo sie aber noch keinen Titel gewinnen konnte.
2018 spielte sie ihr erstes Turnier auf der WTA Tour, als sie eine Wildcard für das Hauptfeld im Doppel des Grand Prix SAR La Princesse Lalla Meryem zusammen mit ihrer Partnerin Diae El Jardi erhielt. Sie verloren aber bereits ihr Auftaktmatch in der ersten Runde gegen die Paarung Rebecca Peterson und Sara Sorribes Tormo mit 4:6 und 3:6.
Sie war Mitglied der Marokkanischen Fed-Cup-Mannschaft, wo sie  2019 bei insgesamt drei Einsätzen von drei Matches zwei für sich entscheiden konnte, davon je ein Einzel und Doppel.